# Unterkotzau

Saaletal in Unterkotzau

Unterkotzau ist ein Stadtteil der kreisfreien Stadt Hof in Bayern.

## Lage

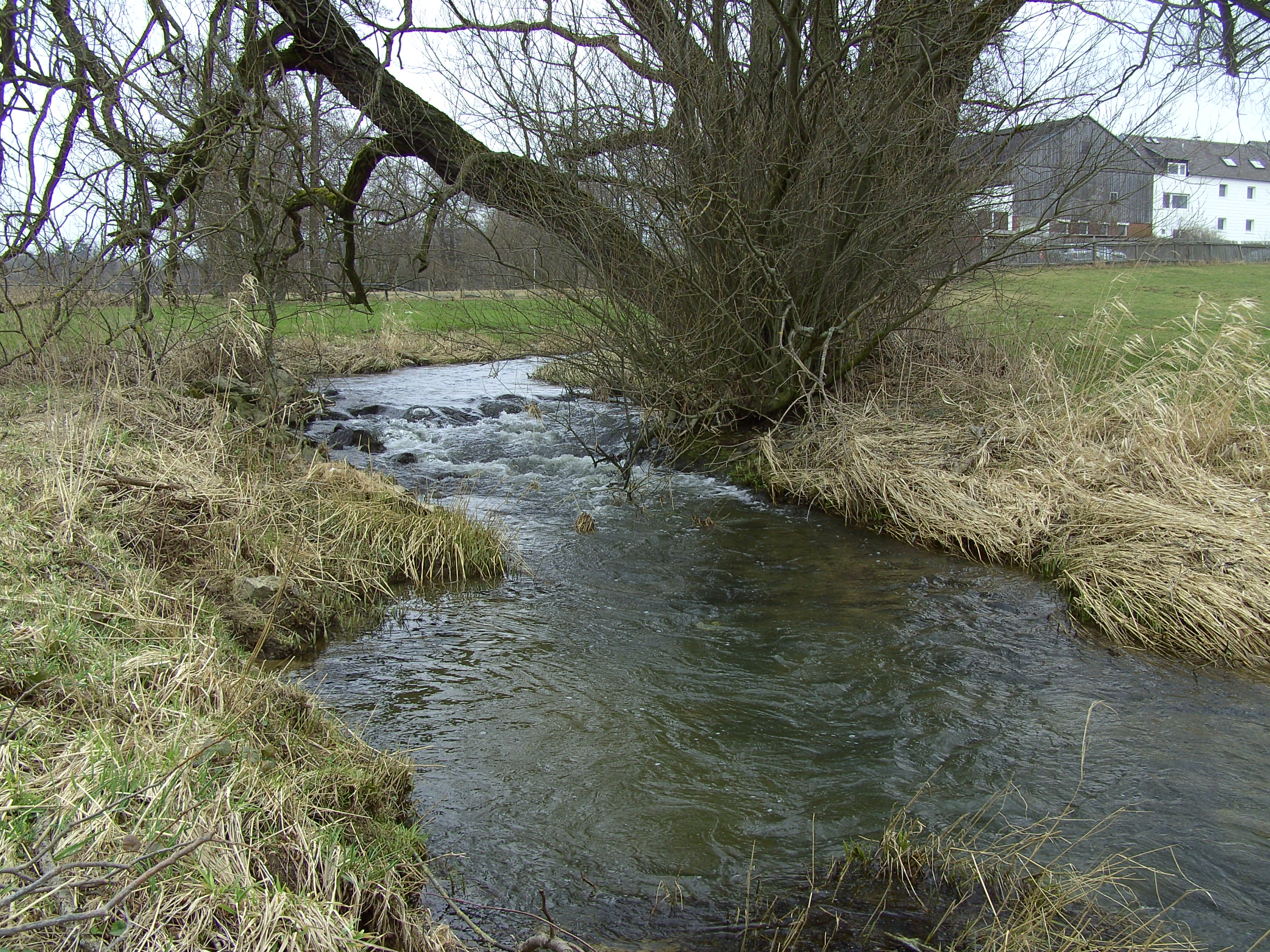
Nördliche Pegnitz in Unterkotzau

Die Nördliche Regnitz mündet dort in die Saale. Unterkotzau liegt an der Bahnstrecke Leipzig–Hof. Die Stadtteile Studentenberg und Hofeck sowie die Gemeinde Köditz grenzen im Westen, die Gemeinde Feilitzsch grenzt im Norden an.

## Geschichte
In Unterkotzau befand sich das Rittergut Unterkotzau, zu dessen Besitzern unter anderem die Familien von Murring, Sparneck, Feilitzsch und Rephun zählten. Der Ort hat einen mittelalterlichen Ortskern, zu dessen Besonderheiten mehrere Wohnstallhäuser gehören. Im Oktober 1734 wurde die Schlossbrauerei Falter gegründet. In Unterkotzau befindet sich das 174 m lange Unterkotzauer Viadukt. Am 12. April 1945 wurde diese Brücke Ziel eines alliierten Fliegerangriffs; die Bomber verfehlten jedoch ihr Ziel, es gab zahlreiche Tote, vor allem in einem Lager mit Zwangsarbeitern. 1954 kam es zu großen Überschwemmungen. Am 1. Juli 1972 wurde die Gemeinde in die Stadt Hof eingegliedert. 2008 schloss die Brauerei Falter, Hotel und Gastronomie blieben erhalten. 2011 und 2021 kam es erneut zu Hochwasser und Überschwemmungen.

## Ortsbild
Unterkotzau hat als ehemalige Gemeinde einen alten Ortskern. Dort stehen mehrere Gehöfte und andere Fachwerkhäuser, viele davon sind denkmalgeschützt. Landschaftlich reizvoll ist die Lage im Saaletal, eingebettet zwischen Hügeln und Felshängen.

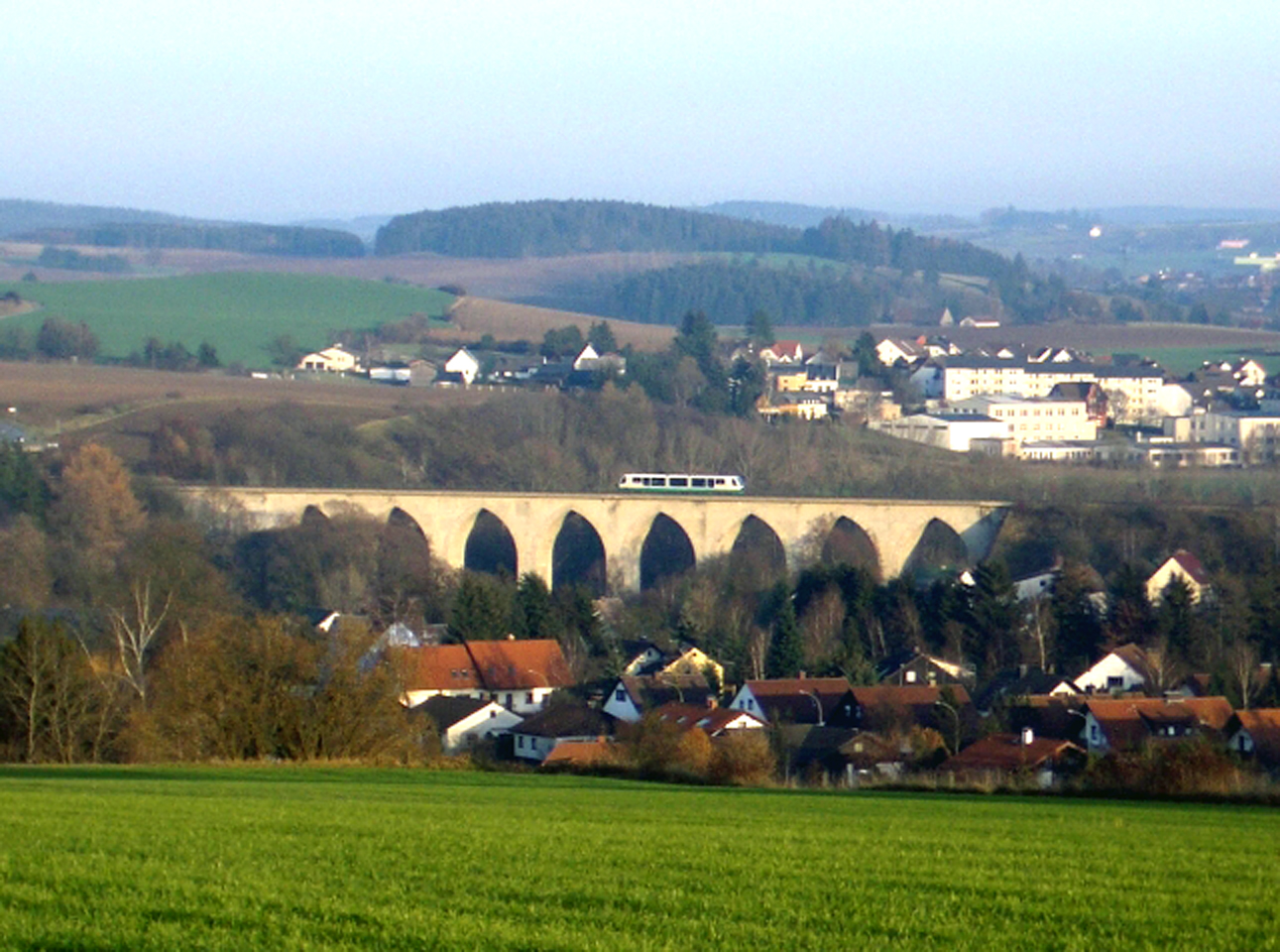
Unterkotzauer Viadukt
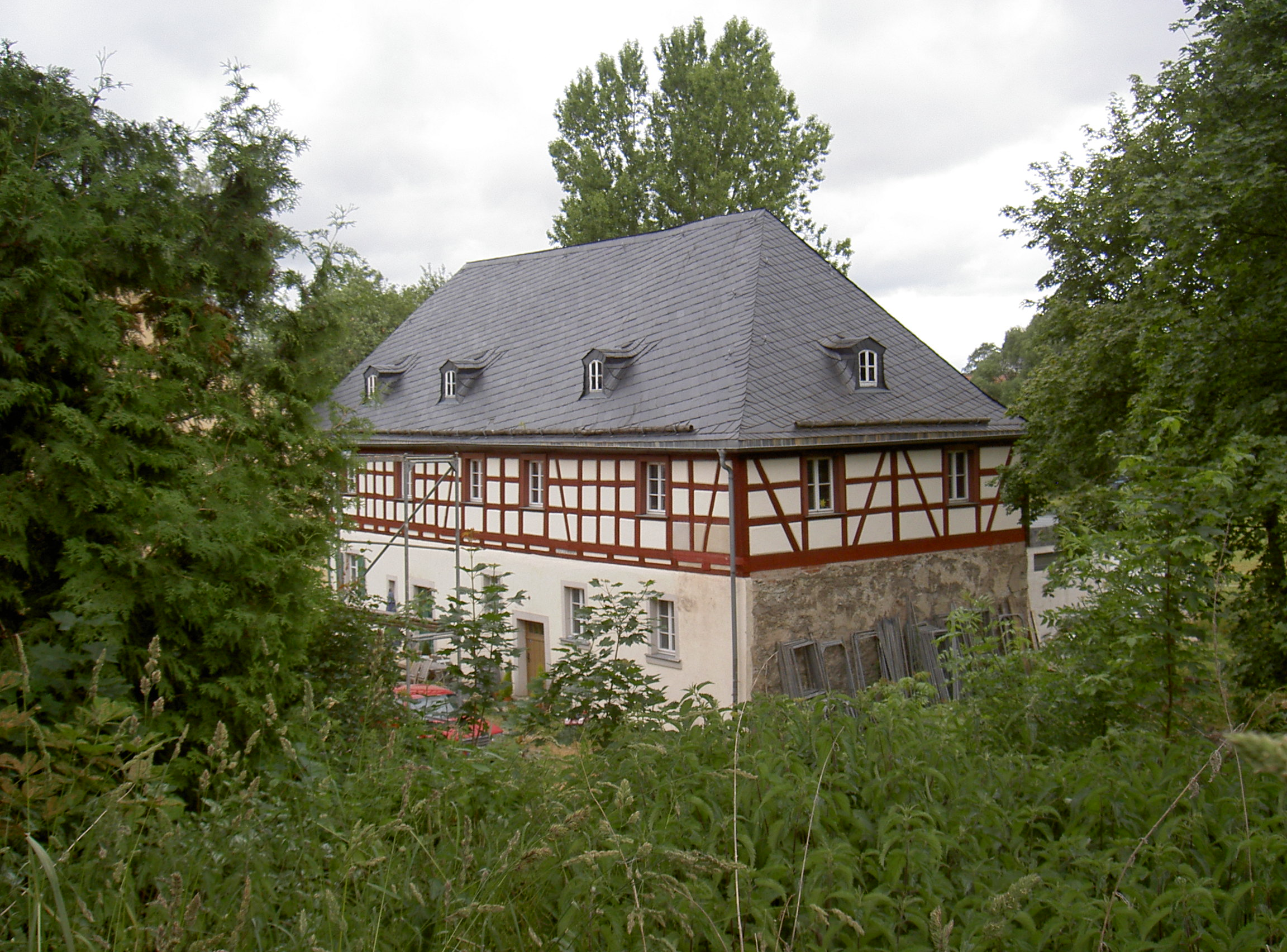
Haus im alten Ortskern
Fachwerkhof im Ortskern
Wache 11 der Freiwilligen Feuerwehr Hof

## Öffentliche Einrichtungen
In Unterkotzau unterhält die Freiwillige Feuerwehr Hof die Wache 11. In dem Stadtteil befindet sich das Klärwerk der Stadt Hof.
Von Unterkotzau aus verkehrt die Linie 11 der Hofer Stadtbusse zum Wartturmweg und weiter bis Jägersruh.